# Лычное (Тавреньгское сельское поселение)
Лычное — деревня в Коношском районе Архангельской области. Входит в состав Тавреньгского сельского поселения.

## География
Находится в юго-западной части Архангельской области на расстоянии приблизительно 54 км на восток-юго-восток по прямой от административного центра района поселка Коноша.

## История
В 1859 году здесь (деревня Вельского уезда Вологодской губернии) было учтено 13 дворов.

## Население
Численность населения: 100 человек (1859 год), 0 в 2002 году, 1 в 2010.